# Paddy Killoran
Paddy Killoran (Sligo, 1903 - New York?, 1965) was een Ierse traditionele violist. Killoran is een van de meest bekende violisten met de zogenaamde Sligo-stijl van spelen.

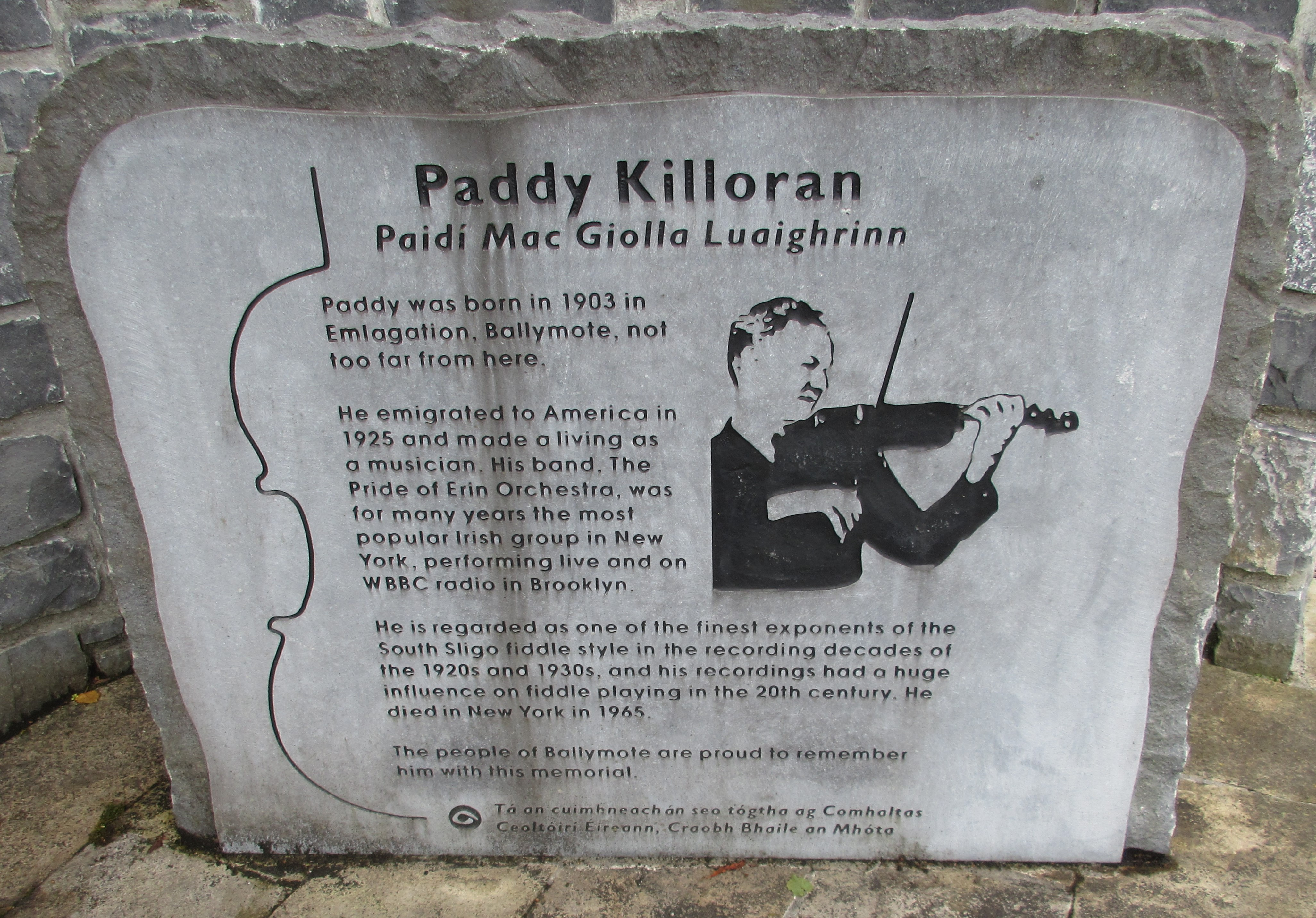
Paddy Killoran memorial stone

In 1925 emigreerde Killoran naar New York in de Verenigde Staten waar hij een van de leidende figuren werd in het Amerikaanse/Ierse muziekleven samen met de ook uit Sligo afkomstige Michael Coleman en James Morrison.

## Discografie
- Paddy Killoran's Back in Town - 1977
- Milestone at the Garden – 1996 Compilatie-album
- Wheels of the World, Vol. 1 - 1997 Compilatie-album
- Wheels of the World, Vol. 2 – 1997 Compilatie-album
- Farewell to Ireland – 1999 Compilatie-album
- Past Masters of the Irish Dance - 2000 Compilatie-album
- Past Masters of the Irish Fiddle – 2001 Compilatie-album
- Round the House and Mind the Dresser – met Paddy Sweeny - 2001 Compilatie-album
- From Ballymote to Brooklyn – met James Morrison- 2002